# 腕山
腕山（かいなやま）は、徳島県三好市に位置する祖谷山系に座する標高1,333.1mの山である

## 地理
旧三好郡西祖谷山村に位置。辻町と松尾川の上流の小祖谷を結ぶ水ノ口峠の南西約2kmの地点に位置する。なだらかでススキを主とする草原状の山で、約4kmにわたって緩い斜面が広がる。
祖谷地域では大正時代に林業が盛んになり、腕山は索道の中継所となった。冬には林業や鉄道関係者が腕山でスキーを楽しんでおり、1927年（昭和2年）に四国で唯一のスキー場（当時）となる井川スキー場腕山が開場した。
大小の池があり、牧草と水に恵まれているため、頂上から南西方面へ広がる草原約53hsが、昭和34年に県営腕山放牧場として開かれた。牧草オーチャード・ケンタッキーを栽培し、最大収容数80頭。
腕山の名は新しいが、北麓の井内谷は江戸期以前から名馬の産地として名高い。

## ギャラリー

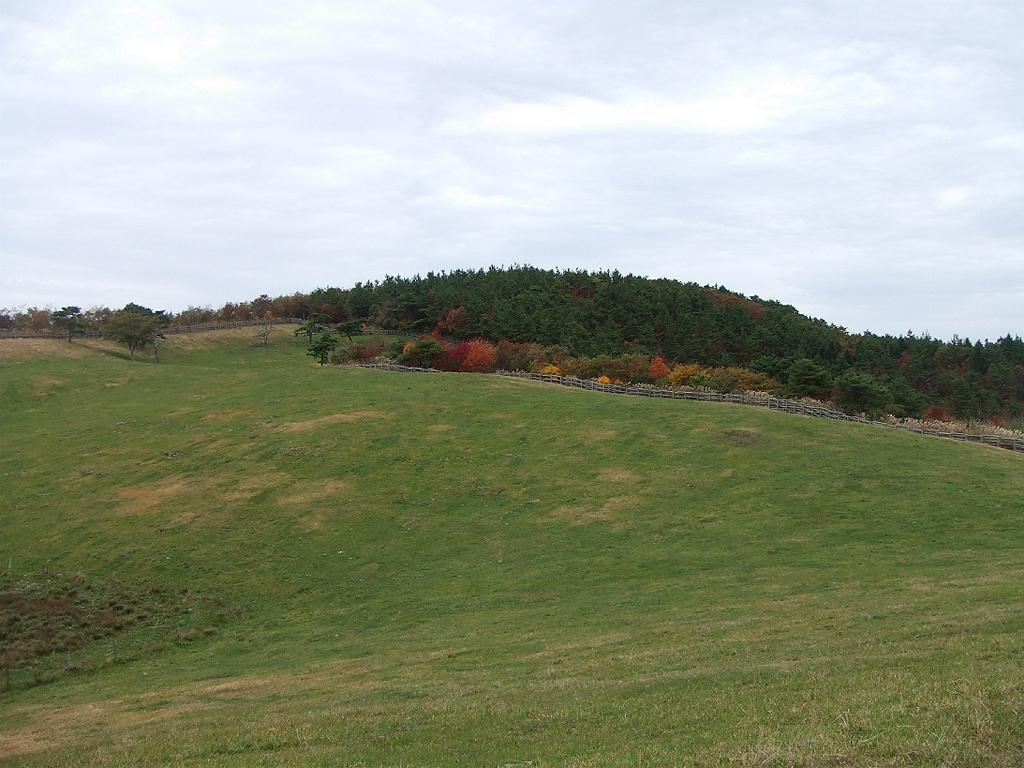
牧場越しに山頂方向を臨む
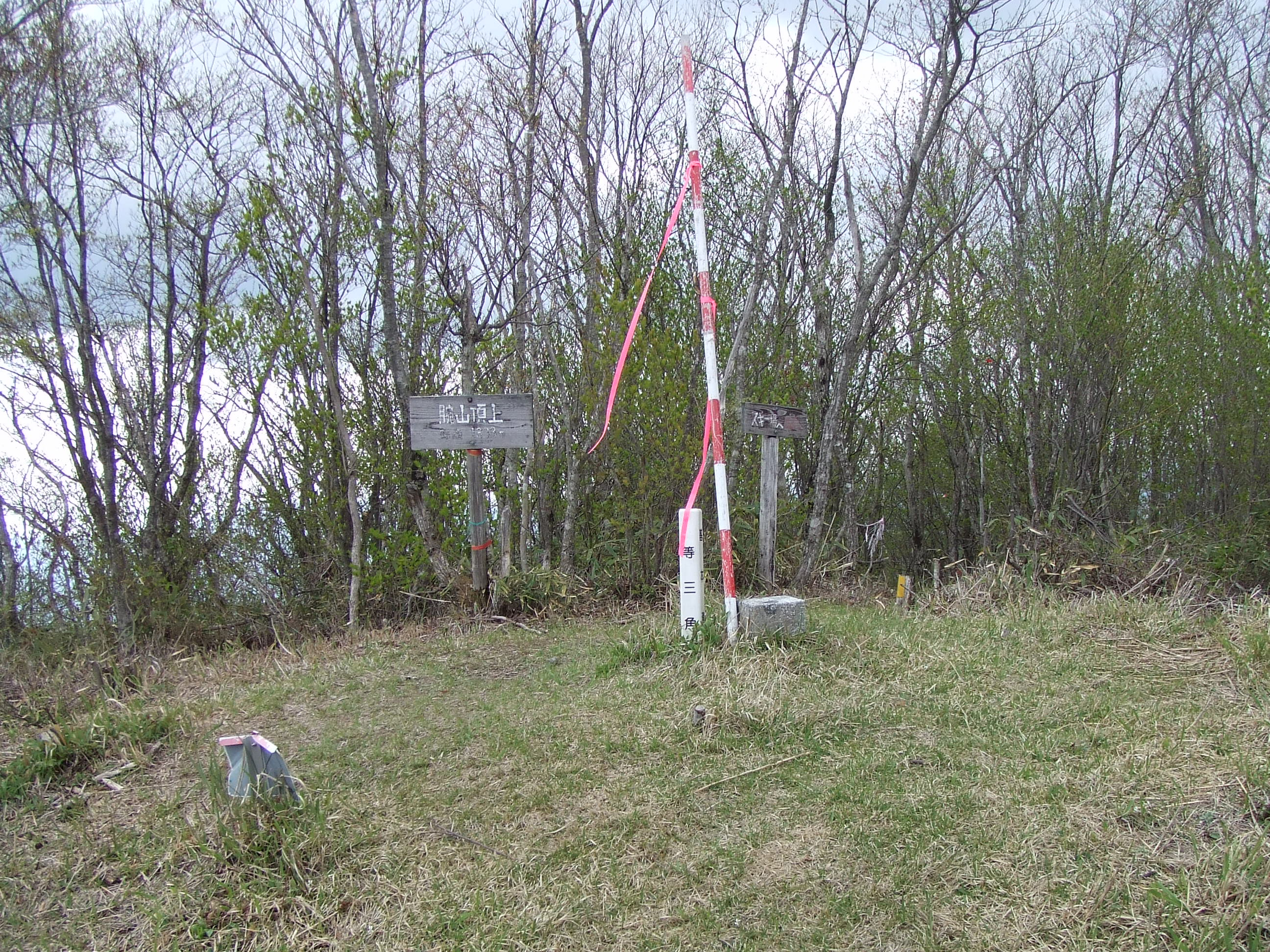
頂上
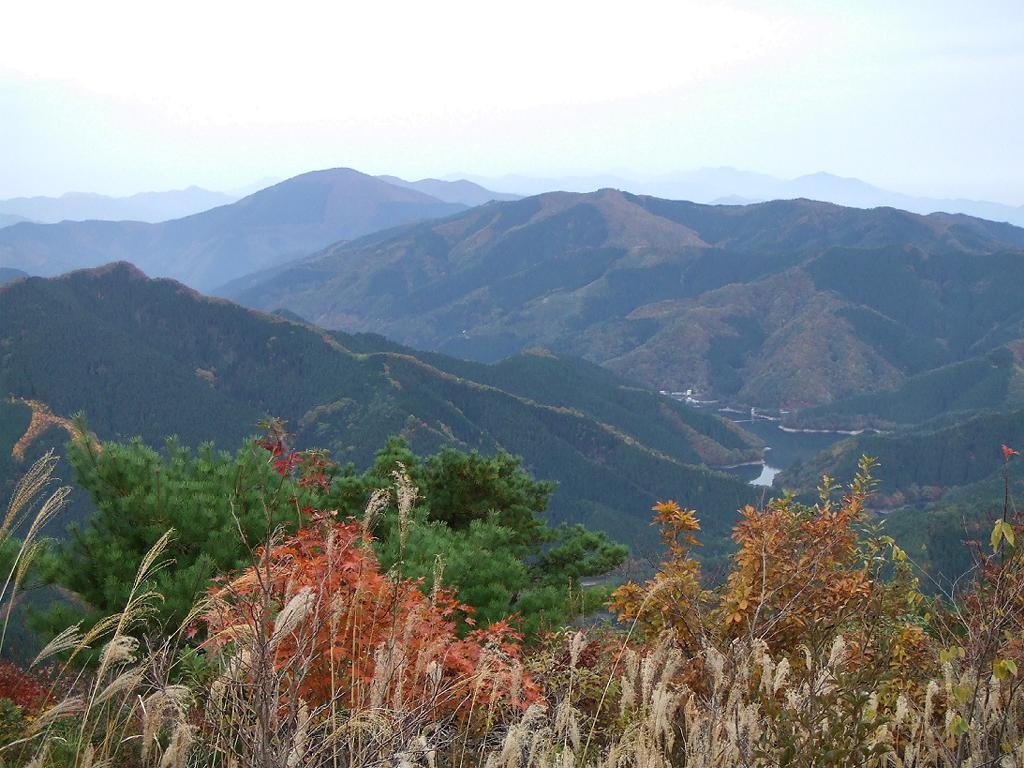
中津山(左)、腕山(中央)、松尾川ダム湖